# Batuan (Bohol)
Batuan è una municipalità di quinta classe delle Filippine, situata nella Provincia di Bohol, nella Regione del Visayas Centrale.
Batuan è formata da 15 baranggay:
- Aloja
- Behind The Clouds (San Jose)
- Cabacnitan
- Cambacay
- Cantigdas
- Garcia
- Janlud
- Poblacion Norte
- Poblacion Sur
- Poblacion Vieja (Longsudaan)
- Quezon
- Quirino
- Rizal
- Rosariohan
- Santa Cruz